# Puch 500

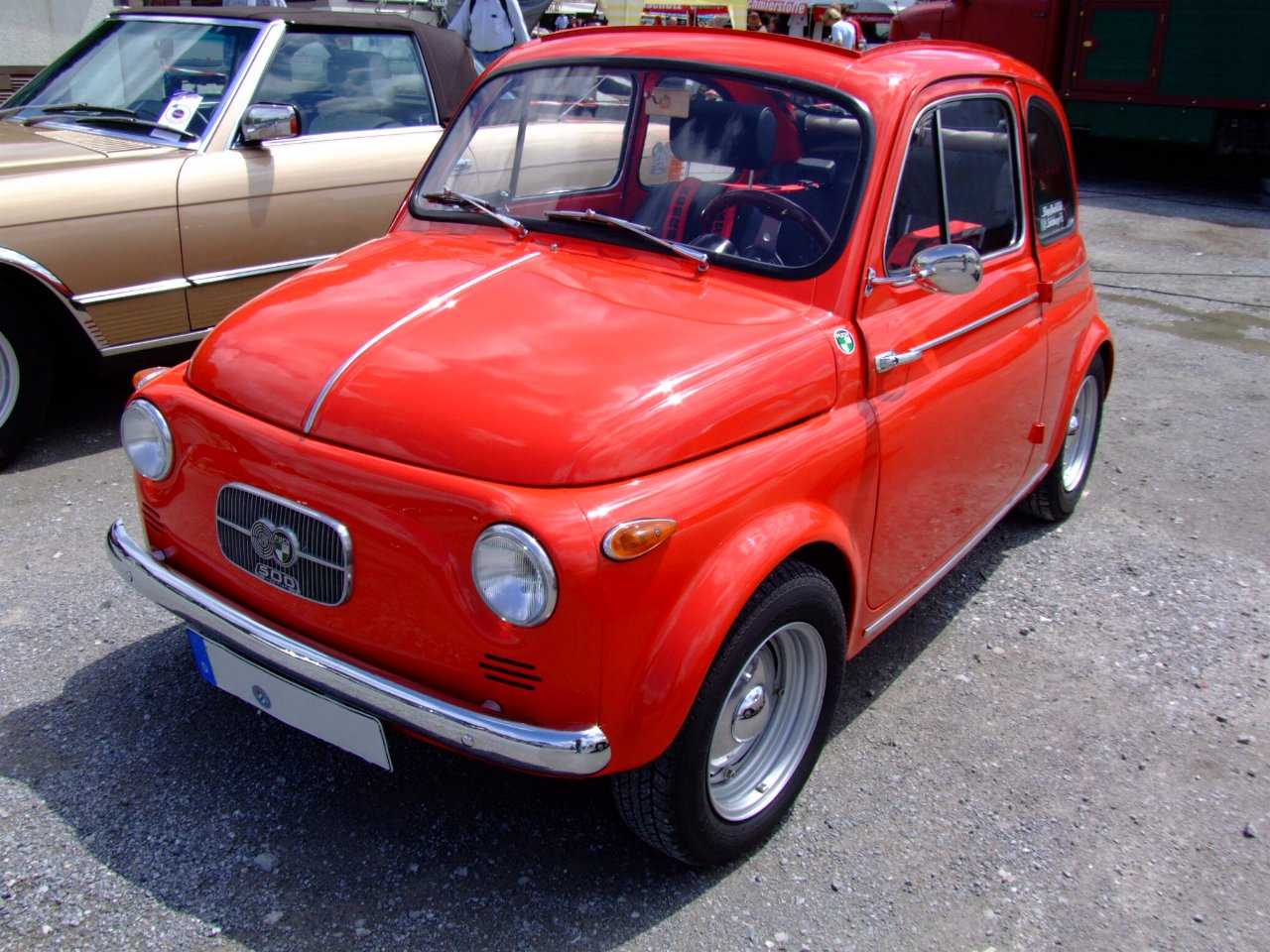
Steyr-Puch 500. Fiat 500 blev i Österrike populär som licenstillverkade Puch 500.

Puch 500 var en småbil tillverkad av Steyr-Daimler-Puch i Graz. Den tillverkades på licens från Fiat och baserades på Fiat 500. Den tillverkades 1957-1975.

## Starten
1954 beslöt man vid Steyr-Puch att efter kriget återuppta produktionen av personbilar. För att komma runt de stora investeringar som det innebär att utveckla en ny bilmodell bestämde man att licenstillverka Fiats 500-modell. Av karossen var det bara motorhuv och senare taket som man själv tillverkade. Däremot var drivlina och chassidelar egenutvecklade. Motorn var en tvåcylindrig boxermotor (16 hk/12 kW) som visade sig ha betydligt bättre köregenskaper än Fiats tvåcylindriga radmotor, speciellt vid bergskörning. 
1957 lanserades så den första Steyr-Puch 500 och det blev en omedelbar framgång. Till att börja med erbjöds den bara som cabriolet.

## Modellprogrammets utveckling
1959 kom de första förändringarna i modellprogrammet. Steyr-Puch 500D utrustades med plåttak (D för Dach, tak på tyska), medan 500 DL dessutom försågs med en starkare motor (20 hk/15 kW). 1961 utökades modellprogrammet med två kombivarianter – 700C (C för combi) och 700E (E för ekonomi). Båda hade en motor med större slagvolym men olika effekt. Samma motor kunde fås i sedanmodellen från 1962 och betecknades 650T (T för Thondorf, platsen för fabriken i Graz). Några år senare blev motorerna ännu större i modellerna 650TR och 650TR II (R för ralley). Dessa var till en början ägnade att användas av polis, men erbjöds så småningom som standardvagnar.
Så här långt hade kaross med tillhörande utrustning i stort varit oförändrad sedan starten, men 1967 övergick man till den nya kaross som Fiat hade introducerat 1965. Den mest påtagliga skillnaden var att dörrarna nu var framhängda till skillnad mot de tidigare kidnappardörrarna. Från och med nu hämtade man också taket från fabriken i Italien. Till de nya modellerna lades beteckningen ”Europa”.
För att rationalisera och på grund av fallande efterfrågan övergick man 1969 till att utöver kaross också hämta alla övriga delar från Fiat. Kvar i egenproduktion blev bara motorn, och modellbeteckningen blev 500S (S för sport).
1974 övergick man så till att använda efterföljaren till Fiats 500-modell – Fiat 126. Också här begränsade man sig till att förse den i övrigt nästan färdiga bilen med den egna Puch-motorn. Redan året därpå upphörde produktionen p.g.a. alltför liten avsättning.
Sammantaget sålde den lilla bilen väl, med en totalproduktion på nära 60 000 fordon åren 1957 till 1975. Trots de restriktiva licensvillkoren från Fiat exporterades några hundratal exemplar till utlandet, i huvudsak till Tyskland, Finland och Ungern.
| Modell        | Produktionsår | Motorvolym | Effekt        |
| ------------- | ------------- | ---------- | ------------- |
| 500           | 1957–1959     | 493        | 16 hk (12 kW) |
| 500 D         | 1959–1967     | 493        | 16 hk (12 kW) |
| 500 DL        | 1959–1962     | 493        | 20 hk (15 kW) |
| 700 C (Combi) | 1961–1968     | 643        | 25 hk (18 kW) |
| 700 E (Combi) | 1961–1968     | 643        | 20 hk (15 kW) |
| 650 T         | 1962–1968     | 643        | 20 hk (15 kW) |
| 650 TR        | 1964–1968     | 660        | 27 hk (20 kW) |
| 650 TR II     | 1965–1969     | 660        | 41 hk (30 kW) |
| 500 S         | 1967–1973     | 493        | 20 hk (15 kW) |
| 126           | 1973–1975     | 643        | 25 hk (19 kW) |

## Galleri

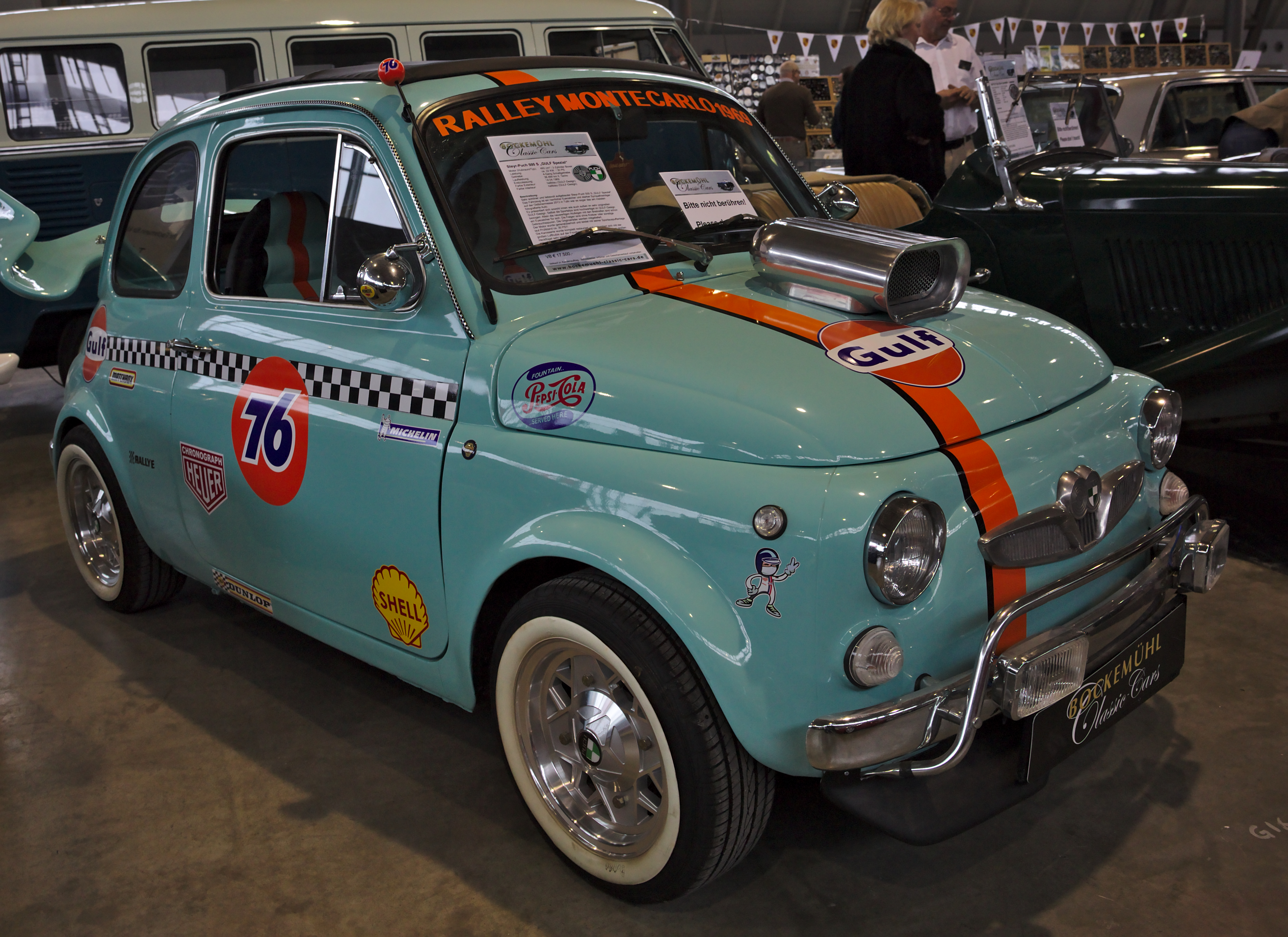
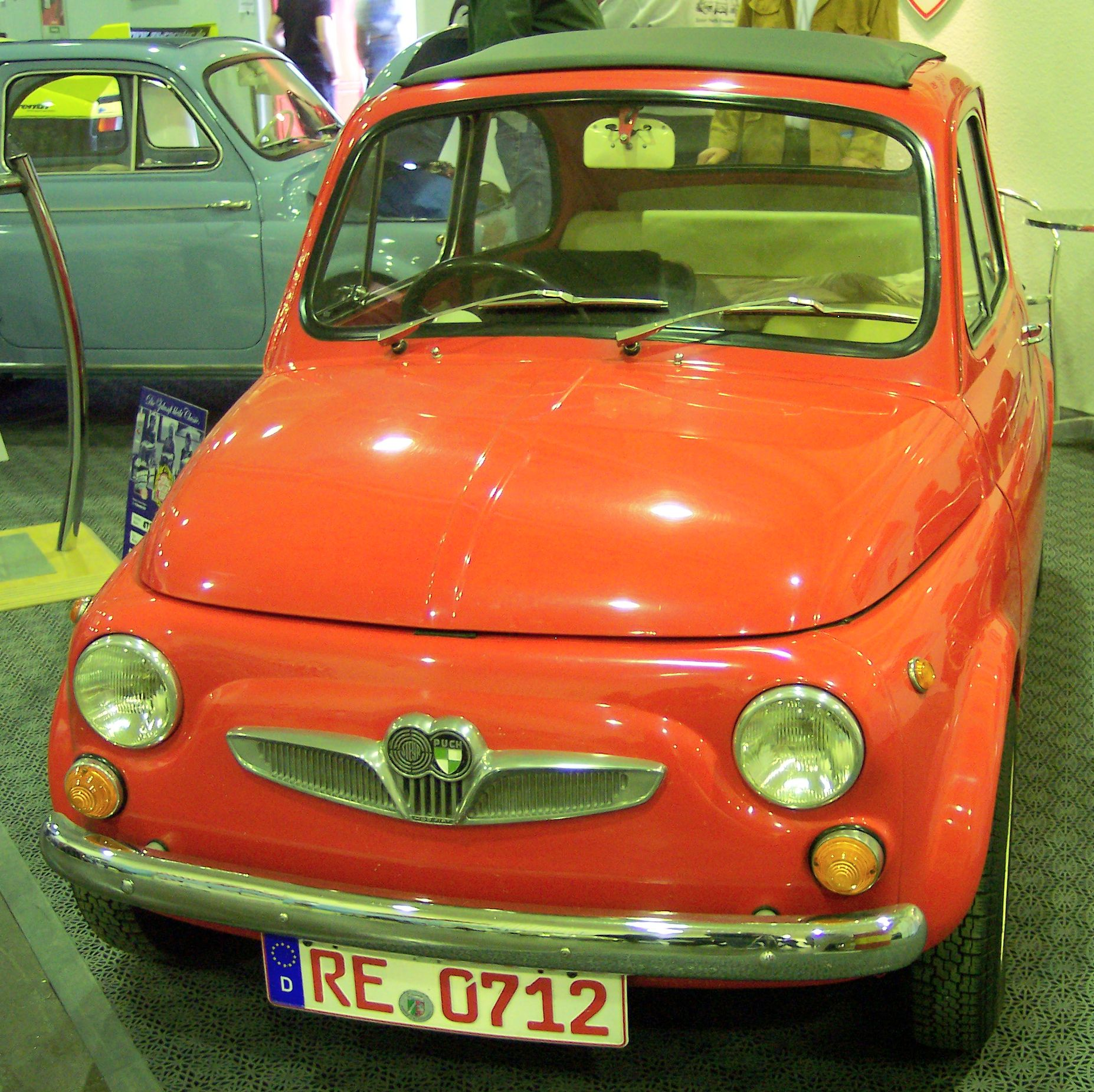
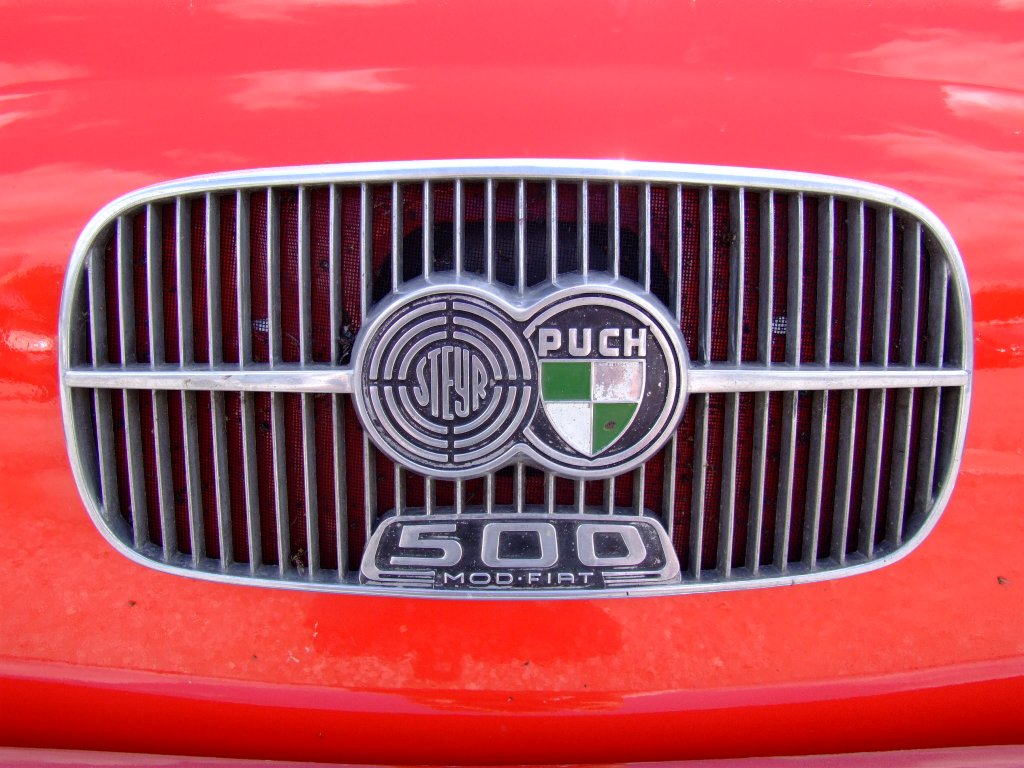
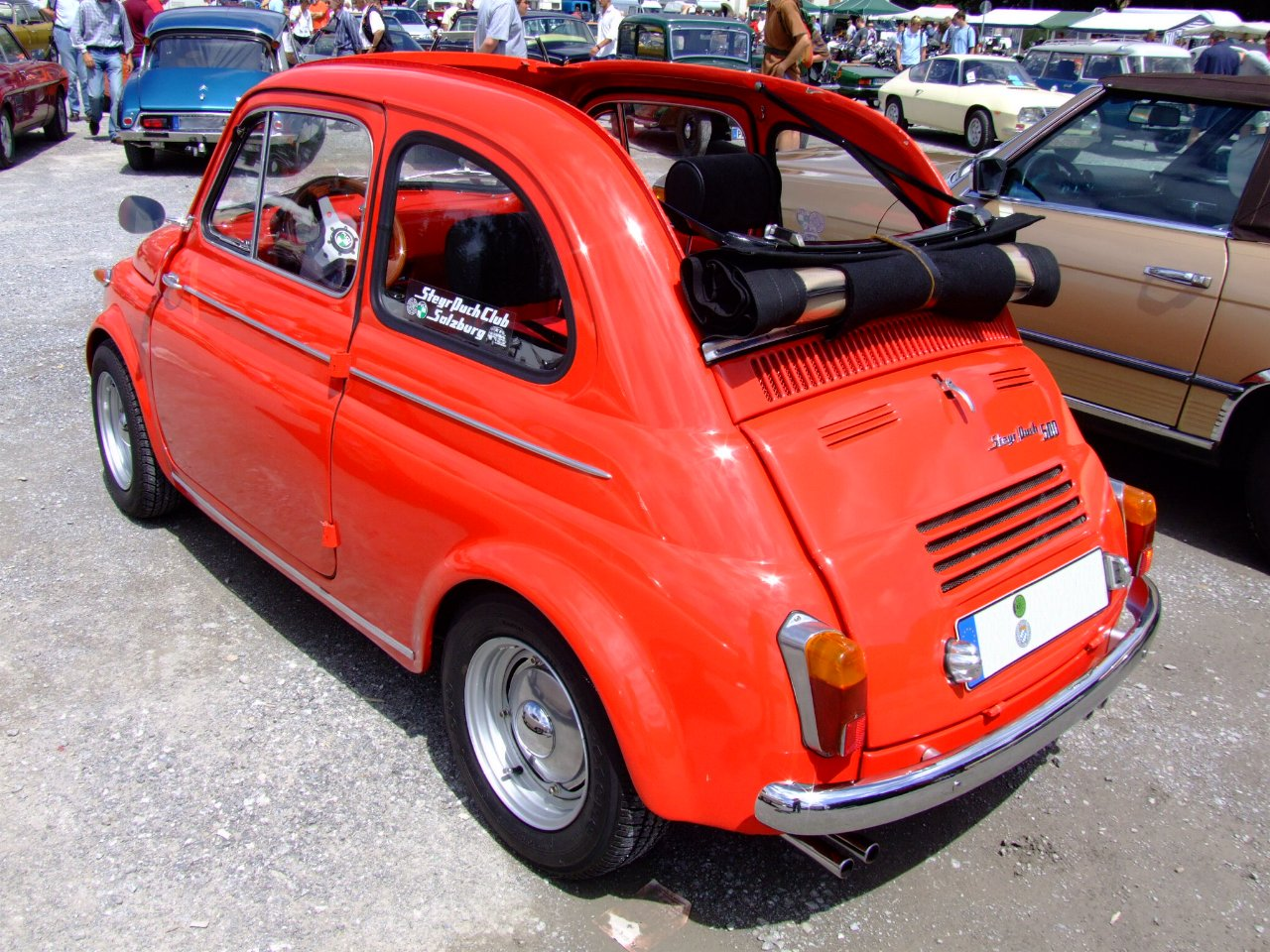
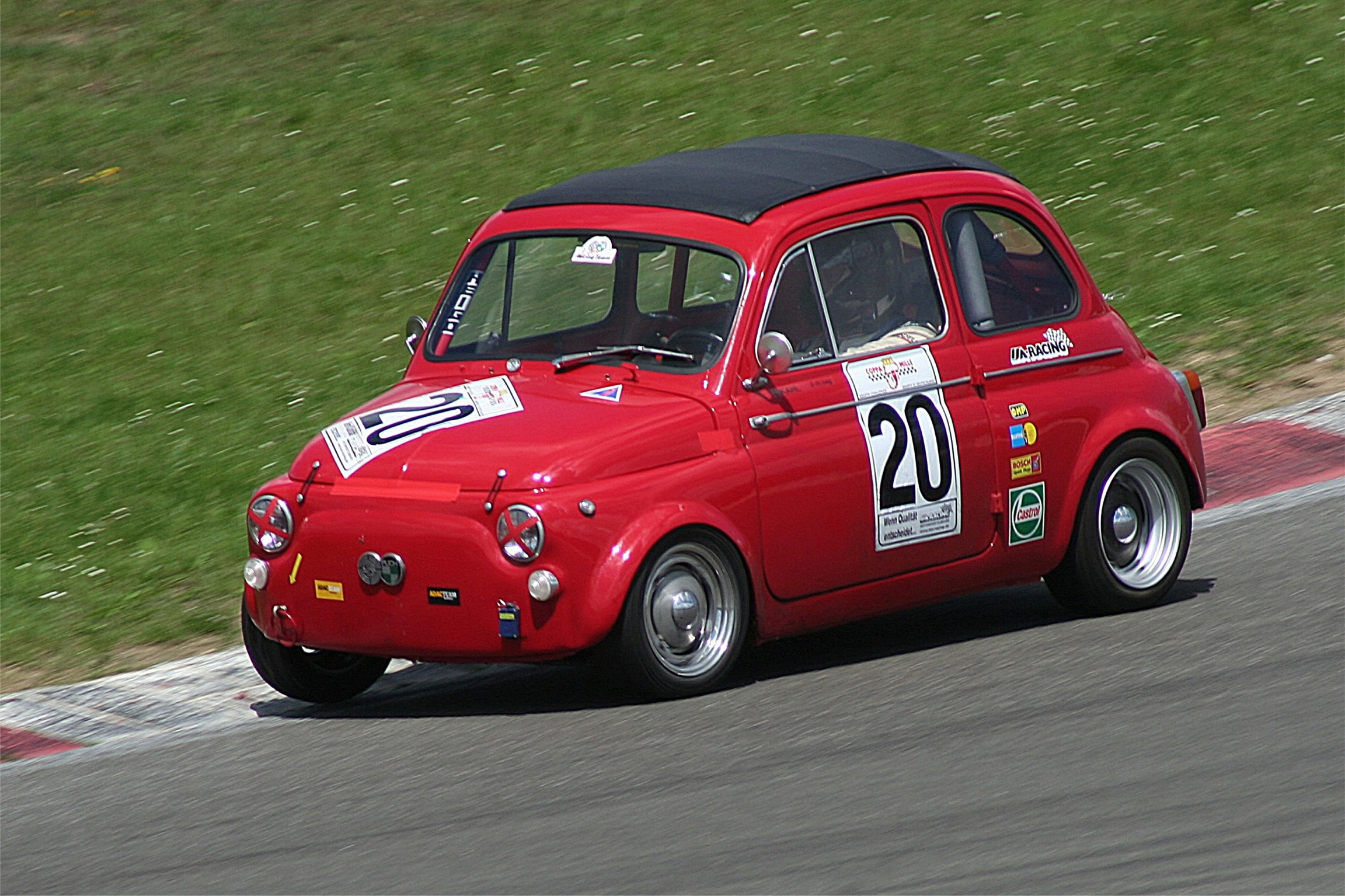
Steyr-Puch, built in 1964